# Cryptosporidium hominis
Cryptosporidium hominis és un protozou associat a la criptosporidiosi que és una malaltia entèrica associada a diverses espècies de Cryptosporidium. Anàlisis moleculars revelen l'existència d'almenys 37 espècies de Cryptosporidium, nomenant a 21 espècies vàlides i 16 genotips classificats d'acord amb les seves característiques morfològiques, biològiques i moleculars. Al voltant de 10 genotips infecten l'home, sent Cryptosporidium hominis l'espècie majorment implicada en la majoria dels casos al món.